# Hollie Grima
Hollie Grima, född den 16 december 1983 i Launceston, Tasmanien, är en australisk basketspelare som tog OS-silver 2008 i Peking. Detta var tredje gången i rad Australien tog silver vid de olympiska baskettävlingarna. 